# Liolaemus andinus
Liolaemus andinus är en ödleart som beskrevs av  Koslowsky 1895. Liolaemus andinus ingår i släktet Liolaemus och familjen Tropiduridae.

## Underarter
Arten delas in i följande underarter:
- L. a. andinus
- L. a. poecilochromus